# Бискужа
Бискужа (с тюрк. «Пять хозяев») — деревня в Кувандыкском городском округе Оренбургской области, относится к Красносакмарскому отделу

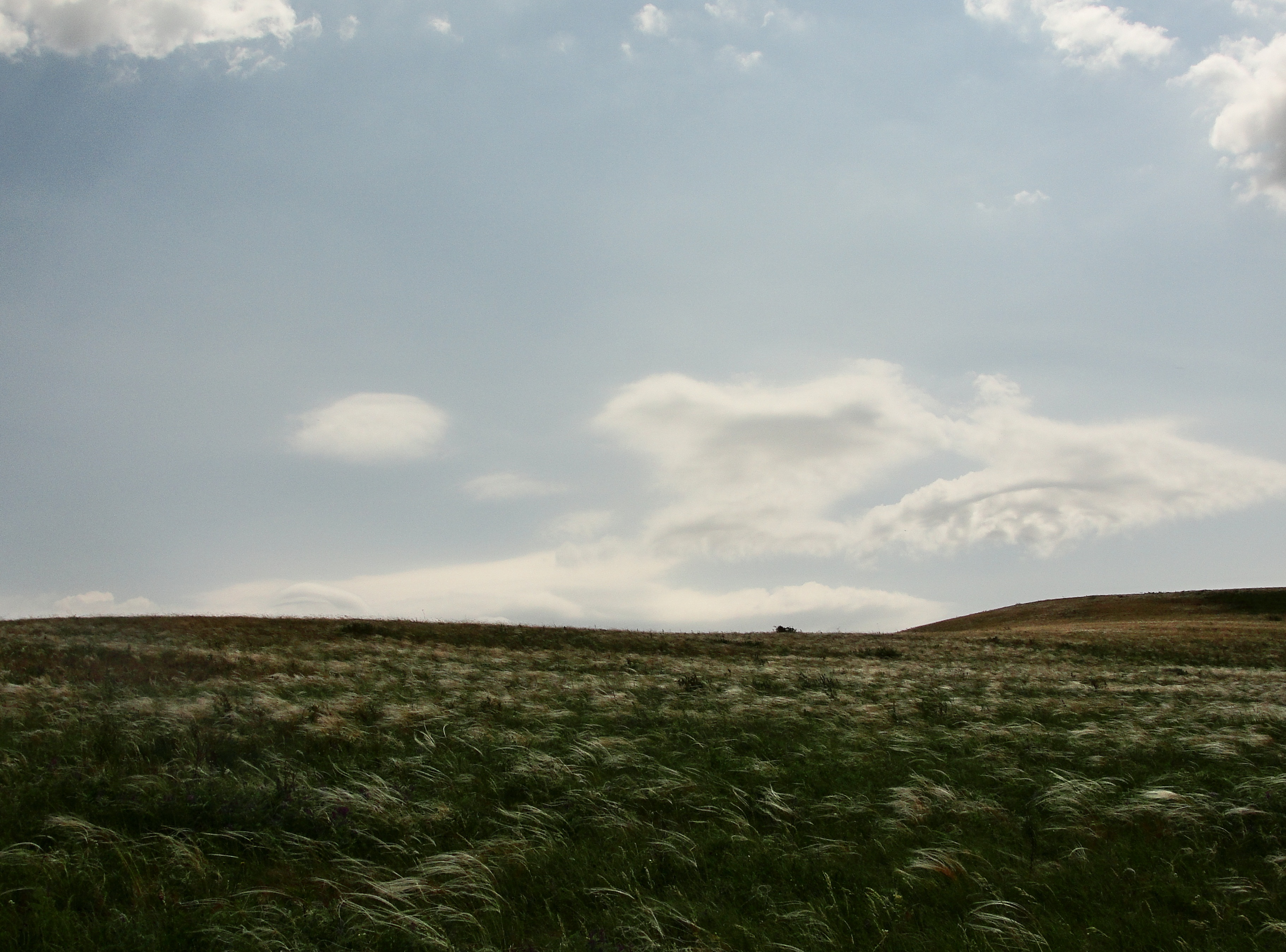

## История
Основана во второй трети XIX века мордовскими крестьянами из села Исаклы Смагинской волости Бугурусланского уезда, покупавшими и арендовавшими земли у башкир. Пополнялась мордовскими переселенцами из села Шентала и деревни Богана Шенталинской волости Бугульминского уезда, города Сергиевска Бугурусланского уезда Самарской губернии.
В различных источниках конца XIX — начала XX веков упоминается хутор Бискужинский.
По архивным данным 1939 года в составе Кувандыкского района числились деревни Верхняя Бискужа и Нижняя Бискужа, относящиеся к Бухарчинскому сельскому совету. Деревня расположена в ущелье между гор на берегу речки Бискужа, притока Сакмары. В лучшие годы население Бискужи доходило до 500 человек, а количество дворов — до 120.
Жители деревни были заняты в полеводстве, на молочно-товарной ферме, птицеферме, на мельнице и в кузнице.
В 60-е годы XX века в селе действовала 8-летняя школа с интернатом для детей из маленьких соседних поселений, были клуб, магазин, фельдшерско-акушерский пункт. В 1966 году была закрыта восьмилетка, осталась только начальная школа, которая прекратила существование в 1974 году.
В связи с государственной политикой по укрупнению сельских хозяйств была закрыта птицеферма, ликвидировано дойное стадо, а затем и поголовье крупного рогатого скота. Позднее был закрыт фельдшерско-акушерский пункт и магазин. Начался активный отток населения. К XXI веку деревня превратилась в дачный посёлок.

## География
Расположена в 6 километрах от райцентра Кувандык.
В 8 километрах от села находится государственный заповедник «Шайтан-Тау»ПАМЯТНЫЕ МЕСТА
Аварди лисьма. Родник на правом склоне дола Озонгул. В переводе с мордовского «Плачущий родник». В старину бискужинцы устраивали крестный ход с иконами к роднику, проводили моления, чтобы был ниспослан дождь. По преданию в полночь здесь слышен плач женщины.
Апсялям. Левый приток речки Бискужи. Образовано от башкирского мужского имени Абсялям.
Ашо лисьма. Белый родник. Расположен близ истока р. Бискужи у поля Донецкое.
Бискужа пря. Дословно вершина Бискужи. Урочище, где берет начало р. Бискужа.
Бискужа чире. Дословно берег Бискужи. Место на речке, где купались дети.
Ваня латко. Ванин дол. Спускается с горы к левому берегу Бискужи. По некоторым данным вблизи дола стоял дом Ивана Дарибабина.
Верхняя Бискужа. По-мордовски Вере кутор. Верхний хутор. Основана примерно в 1910 году выходцами из Бискужи в трех километрах выше деревни. В 1920 году – 53 двора, 274 души обоего пола. С 1931 года входила в колхоз Бухарча, позже предположительно в колхоз имени Чкалова. Имелась школа. В 1938 году жители из-за нехватки воды покинули это место и основали на берегу Сакмары деревню Новосакмарск.
Донецкий. Поле в 1,5 километра от деревни. Есть предположение, что поле так названо в честь переселенцев из села Донецкого Переволоцкого района Оренбургской области, которые на нем работали. По преданию, ранее 1917 года поле засевалось местными жителями, донецкими казаками Ефимовыми. В пределах поля находился Донецкий родник.
Егорь латко. Небольшой дол, спускающийся с горы к правому берегу р. Бискужа. Против этого места стоял дом Егора Павловича Наяндина. Отсюда название дол Егора.
Каликашка. Дол в 2 километрах к западу от деревни. "От башкирского мужского личного имени Каликаш".
Камбраз. Крутая гора, расположенная близ урочища Сисемь-лисьма. Что означает это слово неизвестно. В эрзянском языке есть слово Камбраз – седло, скелет. В Кочкуровском районе Мордовии есть гора с таким названием, потому что там закапывали падаль.
Кашапандо. Небольшая гора на левом берегу Шандранки. Названию есть разные объяснения.  Одно из них – на склоне растет много чилиги, которая в пору цветения напоминает пшенную кашу. По другой версии название связано с мордовскими обрядами, когда в дохристианскую пору угощали людей кашей.
Котел. Дол в 2-х километрах к северо-востоку от деревни. Окружен со всех сторон горами, напоминает котловину.
Кукшинпандо. Соседствует с горой Кашапандо. Неподалеку от горы стоял дом Семена Гордеевича Матвеева, который из-за небольшого роста имел прозвище Кукшин, что в переводе с эрзи означает Кувшин. Отсюда название горы.
Мазыполяна. Поляна выше урочища Сисемь лисьма. Окружена лесом. В переводе с эрзи – Красивая поляна. Когда-то на этом живописном месте, возле родника, находился полевой стан, устраивались народные гуляния.
Назарпай. Поляна у подножия Прощайгоры. Место сенокоса, выпаса скота. По преданию, этот участок был куплен у татарина Назара из деревни Гумарово. По другой легенде это поле принадлежало братьям Тихону и Филлипу Назаровым, жителям Бискужи.
Низамка. Дол к северо-востоку от Бискужи. Верховье отделено горой от речки Рементай. По легенде, здесь был пойман, побит и протащен волоком, будучи привязанным к лошади, конокрад Низам из деревни Гумарово.
Овто латко. Дол на правобережье р. Бискужи, недалеко от Мазыполяны. В переводе с мордовского Медвежий дол.
Озонгул. Дол с речкой притоком Шандранки, расположен к северо-западу от деревни, длина 6 километров. С башкирского озон – длинный, кул – лог, ложбина.
Очко латко. Очко (эрзя) – корыто. По пути на Камбраз с левой стороны, сразу за Сюкоропандо. В советское время место отводилось под бахчу для сельчан.
Первой латко. Вейке латко. Дол на правобережье речки Шандранка. Дальше идут второе и третье латко.
Прощай-гора. В 1,5 километра к северо-востоку от деревни. У этого места бискужинцы прощались с новобранцами, которые пешком уходили в Кувандык.
Прячерьпандо. Расположена рядом с Прощай-горой. На макушке этой крутой каменистой безлесной вершины кудрявятся березки, издали напоминающие чуб. Прячерь – это волос. Волосатая гора.
Рудазо лисьма. Родник в 3,5 километра к северо-востоку от деревни. На развилке дороги: налево Каликашка, направо Рудазо лисьма. Был оборудован срубом. Вода – словно забеленная молоком.  В переводе – Грязный родник.
Сисемь лисьма. Урочище в 1,5 километра от деревни. Это семь родников с прозрачной вкусной водой, образующих приток речки Шандранки.
Стерва латко. Дол в полукилометре выше Бискужи. В старину здесь закапывали погибший скот.
Сюкорпандо. Гора расположена на левой стороне дола Озонгул. Сюкоро – лепешка. По одной версии, название дано из-за плоской, как лепешка, вершине горы. По другой – Слабоумный Сюкор складывал на этой горе домики из камней.
Тиша латко. Небольшой дол на правом берегу речки Бискужи. Против дола стоял дом Тихона Степановича Каштанова. Тиша – народный вариант имени Тихон. Следовательно – Тишин дол.
Шандранка. Правый приток Бискужи. Название, возможно, произошло от башкирского слова шандырлау – журчать, звенеть. 

## Природа

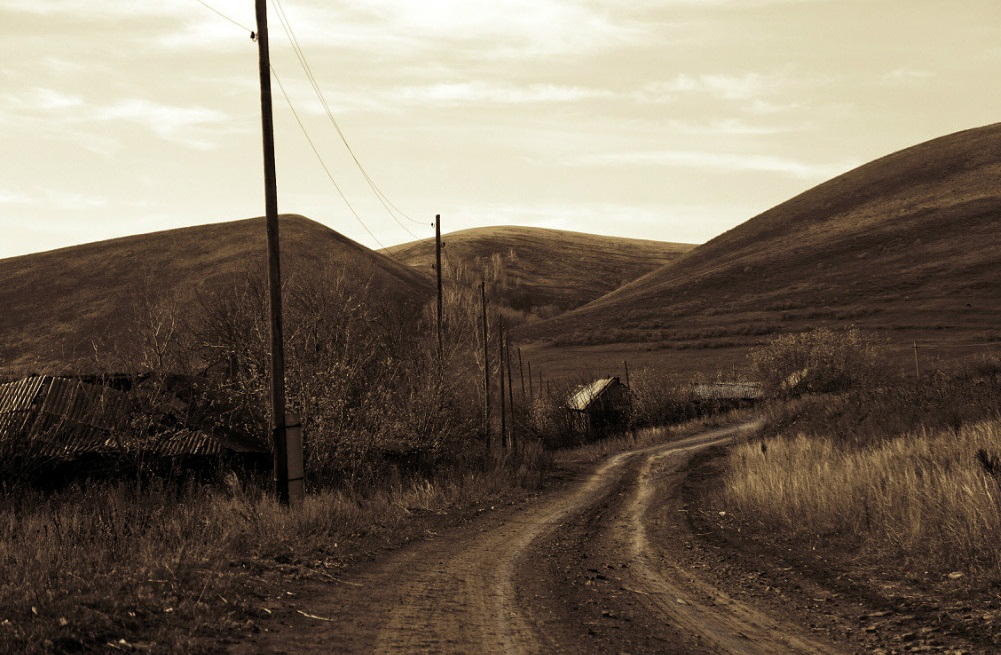

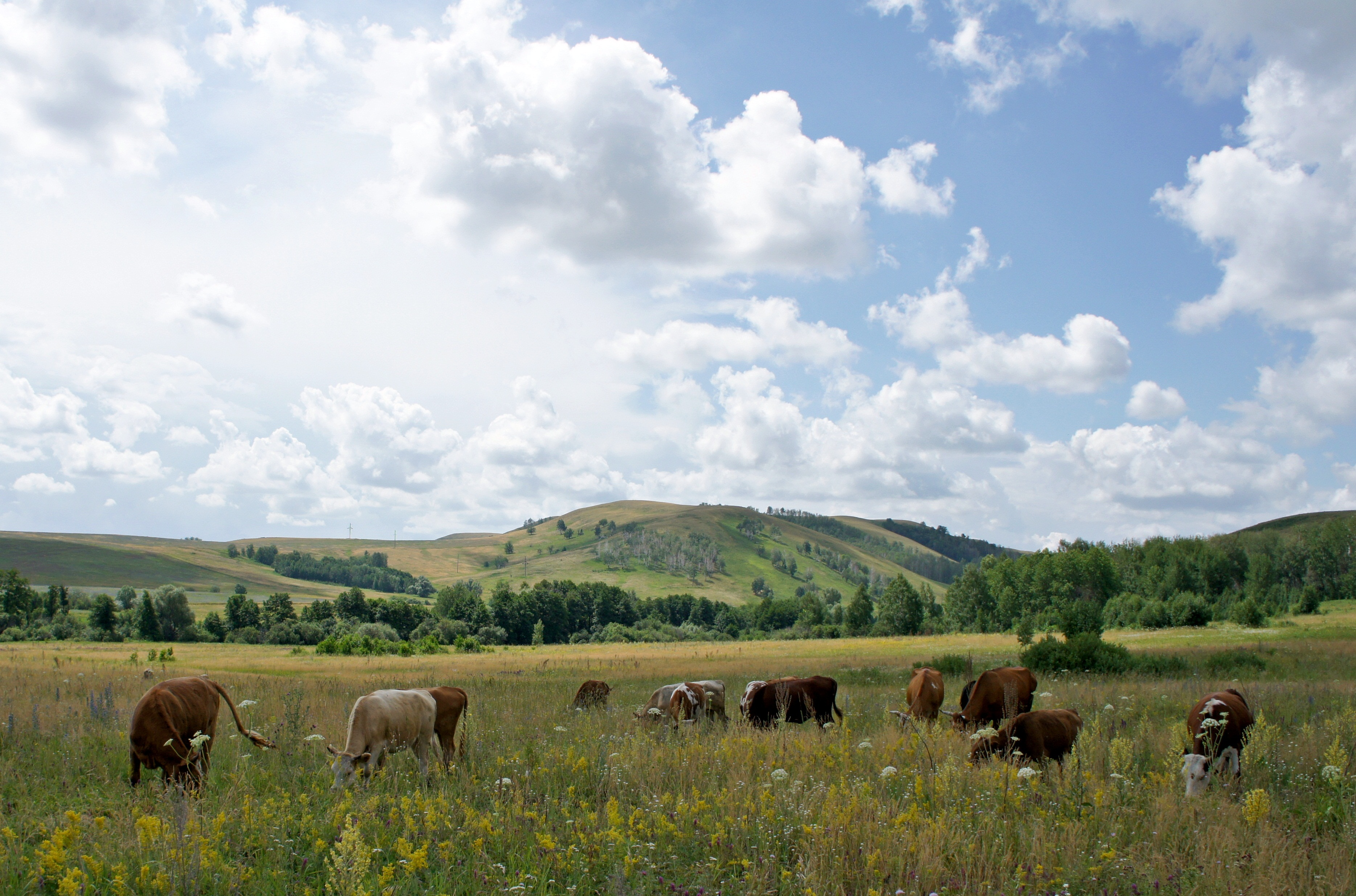

Характерна гористая местность, покрытая лиственными лесами. Горы, долы и родники имеют тюркские и мордовские названия. Гора Камбраз, дол Каликашка, дол Озонгул, Мазы поляна (морд. «красивая поляна»). Родники Аварделисьма (плачущий родник), Рудазо лисьма (грязный родник), Ашо лисьма(белый родник), Сисемь лисьма (семь родников), речки Шандранка, Апсялям.

## Население
| 2010 |
| ---- |
| 7    |

Первая советская перепись населения была проведена в августе 1920 года. Из-за гражданской войны ею было охвачено только 72% населения страны, потому что в ряде территорий шли бои. Деревня Бискужа попала в число переписанных. Тогда она не была одним населенным пунктом. Самостоятельно существовали Верхняя, Нижняя Бискужа и хутор Тарасовский. Находились они в составе Башкирии. Причем обе Бискужи входили в Кувандыкскую волость Орского уезда Усерганского кантона, а хутор Тарасовский относился к Куруильской волости того же уезда. В Нижней Бискуже в 80 домохозяйствах проживали 494 человека. Из хозяев подворий грамотных – 18, неграмотных – 52, у 10 образование не указано. В Красную Армию были мобилизованы 7 человек. Семьи были, как правило, многочисленными. Например, под одной крышей жили два родных брата Табаковы – Степан и Кузьма. Их семья насчитывала 15 человек. У Белова Ивана Андреевича – 11 человек. У Каргина Дениса Никифоровича, Панкова Федора Егоровича и Кудашева Филиппа Андрияновича - по 10 человек. Каждая среднестатистическая семья состояла из 6-7 человек.
Самому возрастному жителю, отцу Майорова Панкрата Мироновича, в 1920 году исполнилось 104 года, Егорову Мирону Михайловичу – 93 года.
В Верхней Бискуже зарегистрировано 32 домохозяйства, в которых проживало 184 человека. Грамотных среди хозяев подворий было 4 человека, неграмотных – 24, у 4 образование не указано. В Красную Армию мобилизовано 9 человек. Из них трое – сыновья Соколова Иосифа Григорьевича.
На хуторе Тарасовском насчитывалось 7 домохозяйств, в которых проживало 46 человек. Причем хозяевами 6 подворий были родные братья Тарасовы. На седьмом подворье проживал Менжеров Григорий Иванович, чьей женой была родная сестра братьев Тарасовых.
В Красную Армию мобилизовали 1 человека. На семи подворьях насчитывалась 21 лошадь, 17 коров, 42 овцы, 8 свиней, 76 кур и 5 уток.

## Люди, связанные с деревней
Выходцем из села является Герой Советского Союза Иван Михайлович Назаров, который в одном из боёв в Великую Отечественную войну, будучи раненым, подбил немецкий танк. А также Герой Социалистического труда Пётр Дмитриевич Алексеев, работник Кувандыкской дистанции пути Южно-Уральской железной дороги
В Бискуже провела детство член Союза писателей России Нина Ивановна Лукьянова, известная оренбургская поэтесса, проживающая ныне в Подмосковье. Родом из Бискужи член союза журналистов России Иван Николаевич Кузаев. После окончания Уральского государственного университета работал в газетах Свердловской, Челябинской, Оренбургской областей. В 1992 году в городе Абдулино создал межрайонную газету «Малая Родина» и телеканал «Алина». Трудился заместителем главы администрации г. Абдулино и Абдулинского района, руководил областной газетой «Оренбуржье». В настоящее время возглавляет пресс-службу предприятия Газпром добыча Оренбург. Уроженец Бискужи Николай Егорович Маслов после службы в рядах Советской Армии окончил Симферопольское высшее военно-политическое строительное училище. Служил на территории РСФСР и УССР. Ушёл в запас в звании подполковника с должности командира военно-строительной части, трудится в филиале РТРС "РТПЦ Республики Крым", проживает в г. Симферополе Республики Крым

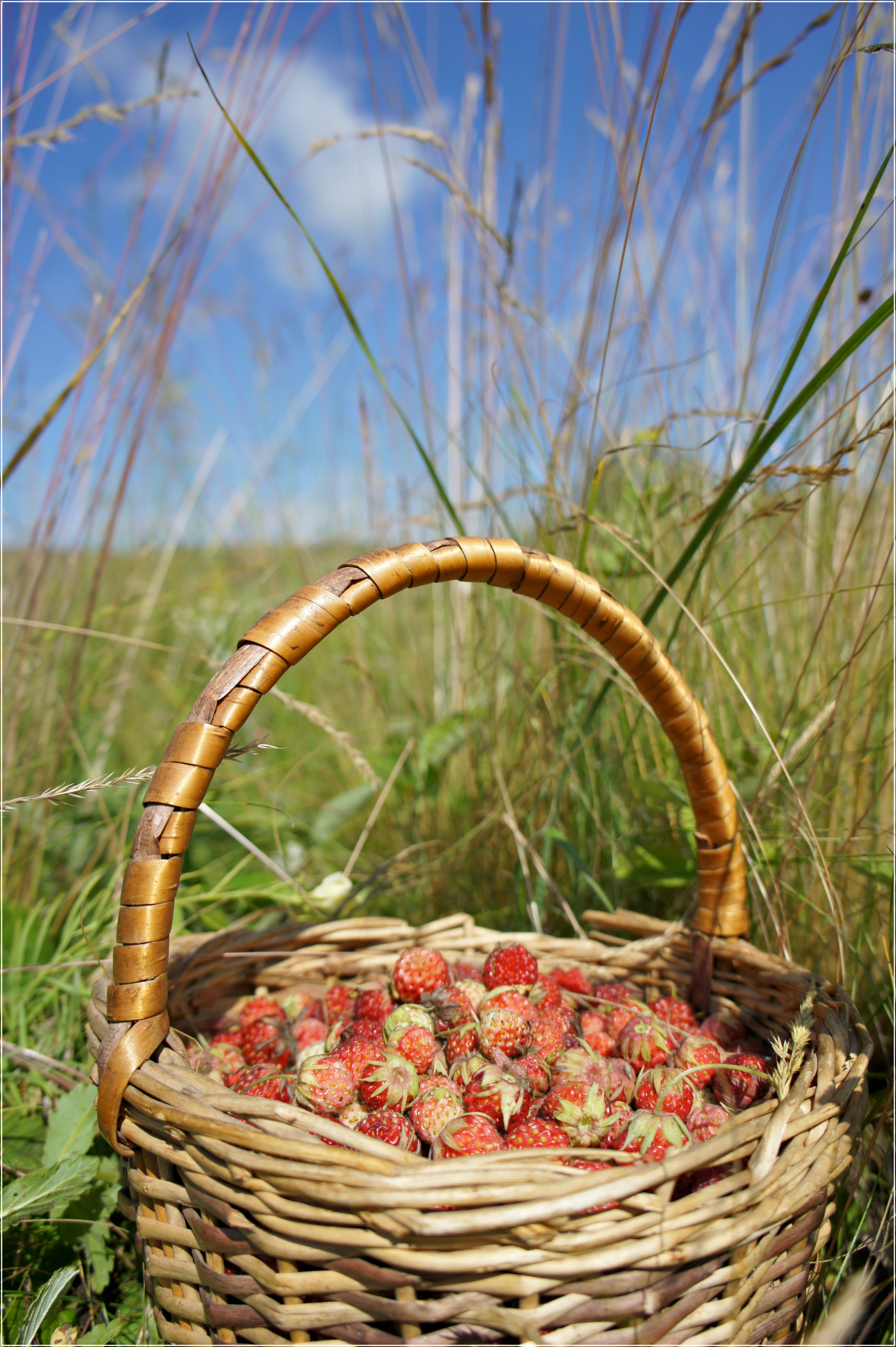